# Lycée Edgar Poe
Das Lycée Edgar Poe ist ein privater Lycée in der Rue du Faubourg Poissonnière 2 im 10. Arrondissement von Paris. Sie ist benannt nach dem amerikanischen Schriftsteller Edgar Allan Poe (1809–1849). Ihr Motto lautet L'intérêt pour l'élève développe l'intérêt de l'élève.
Ein zweiter Standort wurde 2018 in der Rue Bossuet 12, ebenfalls im 10. Arrondissement, eröffnet und ist über die Metrostationen Bonne Nouvelle und Poissonnière erreichbar.

## Geschichte
Der Cours Edgar Poe wurde 1965 von Jean-Charles Sebaoun gegründet, der ihn mehr als 30 Jahre lang leitete.
Die Schule erhielt am 26. Februar 1980 ihren Assoziierungsvertrag mit dem Staat und wurde zum Lycée Edgar Poe.
Im September 1997 übernahmen Christian und Évelyne Clinet die Leitung der Schule.
Zu Beginn des Schuljahres 2018 übernahm Mara Cornet die Leitung der Schule.

## Ehemalige Schüler
- Olivier Caudron (* 1955), Sänger
- François Ravard (* 1957), französischer Platten- und Filmproduzent